# 레일팀
레일팀은 2007년에 설립된 세계 최초의 고속철도 동맹이자 세계 최초의 민간 철도 동맹이다.

## 역사

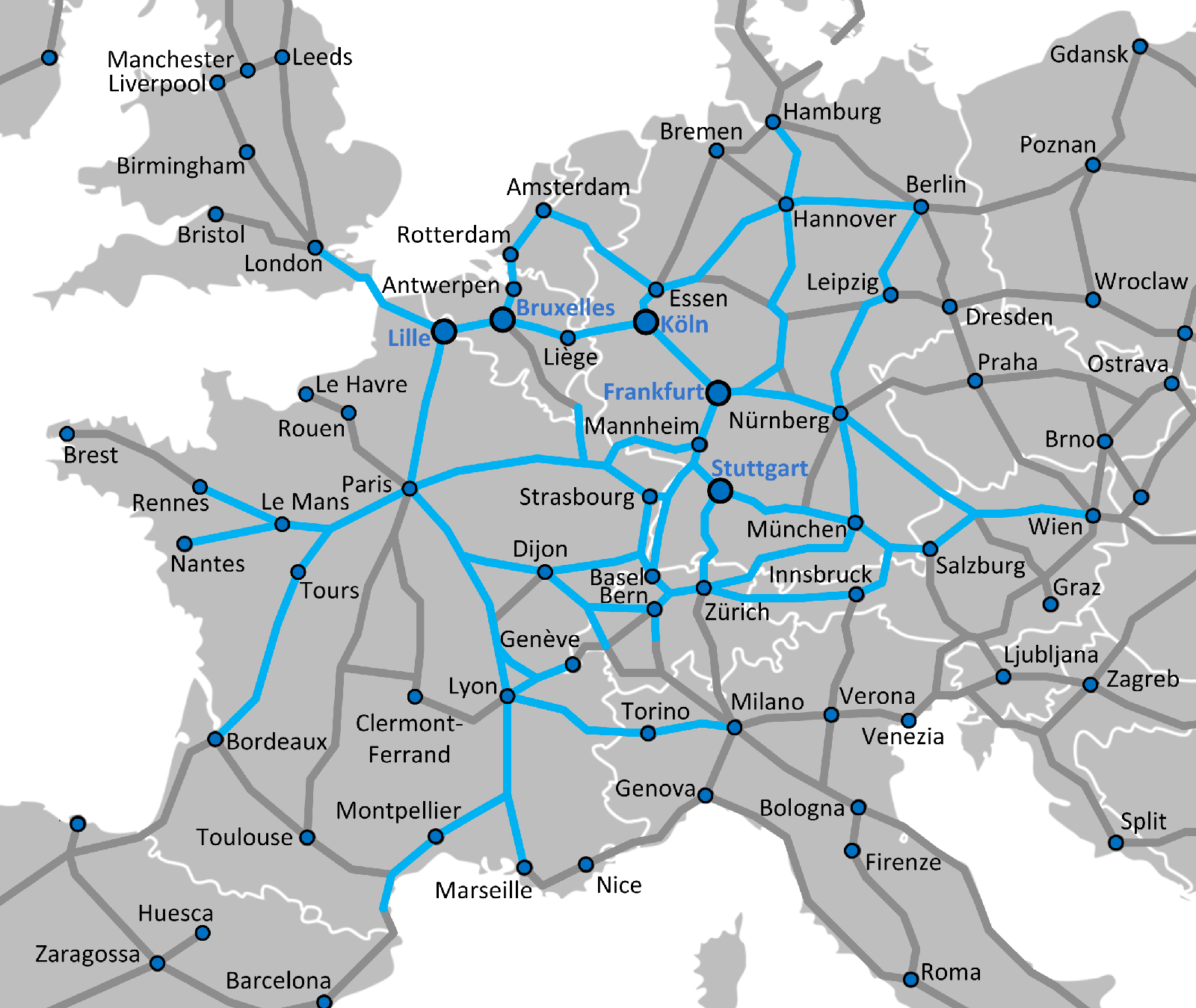
레일팀의 허브역

레일팀은 2007년 7월, 유럽 지역 8개 철도 기업이 공식적으로 설립하였다.

## 회원 철도사
| - 독일철도 - SNCF - 유로스타 - 오스트리아 연방 철도 | - 스위스 연방 철도 - 탈리스 - 벨기에 국철 - 네덜란드 인터내셔널 |

프랑스에서 스위스를 오가는 TGV 리리아의 경우 준회원에 해당된다.

## 현황
- 레일팀은 다음과 같은 고속열차를 운행하고 있다.

레일팀 회원사
- TGV
- 유로스타
- 인터시티익스프레스 (ICE)
- 레일젯
- 탈리스
- TGV 리리아